# 巴拉卡縣
15°00′S 35°00′E / 15.000°S 35.000°E
巴拉卡縣（Balaka District）是馬拉維南部的一個縣，屬於南部區的一部分，該縣北臨曼戈奇县，東接馬欽加縣，東南面是松巴縣，西南面是姆萬扎縣，西鄰恩切乌县，面積2,193平方公里，人口253,098。